# Zollingen
Zollingen est une ancienne commune française située dans le département du Bas-Rhin et la région Grand Est. Elle est associée à la commune de Sarrewerden depuis 1972.

## Toponymie
- Zollingen (1793), en francique rhénan : Zollìnge.
- Selon Ernest Nègre: D'un nom de personne germanique: Zullino, suivi du suffixe -ingen[1].
- Autre supposition: Interprétation "Zoll"= douane= péage "ge"= gué Cela pourrait signifier  péage du gué sur la Sarre,  rivière toute proche et guéable sur cette partie.

## Histoire
Faisait partie de la principauté de Nassau-Sarrebruck (comté de Sarrewerden). Fut ensuite rattaché au département du Bas-Rhin en 1793.
Dans l'église simultanée, la manufacture d'orgues Kœnig a restauré l'orgue.
Le 1er mars 1972, la commune de Zollingen est rattachée à celle de Sarrewerden sous le régime de la fusion-association.

## Politique et administration
| Période                                  | Période | Identité      | Étiquette | Qualité |
| ---------------------------------------- | ------- | ------------- | --------- | ------- |
|                                          |         | Sylvain Weber |           |         |
| Les données manquantes sont à compléter. |         |               |           |         |

## Démographie
| 1793 | 1800 | 1806 | 1821 | 1831 | 1836 | 1841 | 1846 | 1851 |
| ---- | ---- | ---- | ---- | ---- | ---- | ---- | ---- | ---- |
| 205  | 227  | 226  | 285  | 331  | 312  | 307  | 286  | 278  |

| 1856 | 1861 | 1866 | 1872 | 1876 | 1881 | 1886 | 1891 | 1896 |
| ---- | ---- | ---- | ---- | ---- | ---- | ---- | ---- | ---- |
| 250  | 269  | 259  | 244  | 243  | 235  | 228  | 225  | 215  |

| 1901 | 1906 | 1911 | 1921 | 1926 | 1931 | 1936 | 1946 | 1954 |
| ---- | ---- | ---- | ---- | ---- | ---- | ---- | ---- | ---- |
| 212  | 210  | 199  | 200  | 195  | 186  | 181  | 194  | 167  |

| 1962 | 1968 | - | - | - | - | - | - | - |
| ---- | ---- | - | - | - | - | - | - | - |
| 152  | 138  | - | - | - | - | - | - | - |

## Personnalités liées à la localité
- Louis Jung (1917-2015), sénateur du Bas-Rhin et député européen, né dans la localité.

## Héraldique
| Blason de Zollingen | Blason  | De sable à l'aigle bicéphale d'argent, languée de gueules, becquée et membrée d'or, soutenue d'une divise ondée d'argent. |
| Blason de Zollingen | Détails | |